# Kerivoula cuprosa
Kerivoula cuprosa (Thomas, 1912) è un pipistrello della famiglia dei Vespertilionidi diffuso nell'Africa occidentale ed orientale.

## Descrizione

### Dimensioni
Pipistrello di piccole dimensioni, con la lunghezza totale tra 74 e 83 mm, la lunghezza dell'avambraccio tra 30 e 33 mm, la lunghezza della coda tra 40 e 44 mm, la lunghezza del piede tra 5,8 e 7,5 mm, la lunghezza delle orecchie tra 12 e 14 mm e un peso fino a 4,5 g.

### Aspetto
La pelliccia è lunga, densa, lanosa, arricciata e si estende sulla superficie dorsale degli avambracci e delle zampe. Le parti dorsali sono marroni scuri con dei riflessi dorati e sono cosparse di peli con la punta più chiara, mentre le parti ventrali sono marroni chiare. Il muso è lungo, appuntito e nascosto nel denso pelame facciale. Gli occhi sono piccolissimi. Le orecchie sono marroni, ben separate tra loro, a forma di imbuto, con una concavità sul bordo posteriore appena sotto la punta. Il trago è lungo, sottile ed affusolato, con un piccolo lobo alla base sotto un piccolo incavo. Le membrane alari sono marroni scure. La lunga coda è completamente inclusa nell'ampio uropatagio, il quale è cosparso di corti peli.

## Biologia

### Comportamento
Probabilmente si rifugia tra il denso fogliame come le altre specie consimili.

### Alimentazione
Si nutre di insetti.

## Distribuzione e habitat
Questa specie è conosciuta soltanto in sette località della Guinea sud-orientale, Liberia orientale, Costa d'Avorio nord-orientale, Camerun meridionale e Repubblica Democratica del Congo settentrionale e nord-occidentale.
Vive nelle foreste pluviali di pianura, foreste di palude e savane miste a foreste.

## Conservazione
La IUCN Red List, considerati i continui problemi sulla sua tassonomia come l'assenza di informazioni recenti sul suo areale, i requisiti ecologici e le eventuali minacce, classifica K.cuprosa come specie con dati insufficienti (DD).